# Гранулярна дистрофія рогівки І типу
Гранулярна дистрофія рогівки I типу, або дистрофія рогівки Греноува I типу — рідкісна форма дистрофії рогівки людини, пов'язана з мутаціями гена TGFBI, що кодує білок кератоепітелін. Вперше захворювання було описано німецьким офтальмологом Артуром Греноувом 1890 році, в наступні роки їм же були складені додаткові описи . Захворювання вражає строму рогівки.
У 1890 році Греноув описав два види дистрофії рогівки і тоді він вважав, що є варіаціями однієї й тієї хвороби. Однак згодом описані ним варіації були класифіковані як два різні захворювання.

## Клінічні прояви
Основні клінічні прояви:
- розвиток захворювання в перші 10 років життя;
- невеликі, округлі або зубчасті помутніння в центрі рогівки, вбудовані в прозорі частини рогівки;
- пізнє зниження гостроти зору;
- світлобоязнь;
- часті рецидивні ерозії.

## Діагностика
Виразки в стромі виглядають як білі дискретні плями неправильної форми з різкими обмеженнями.